# Gigantografia

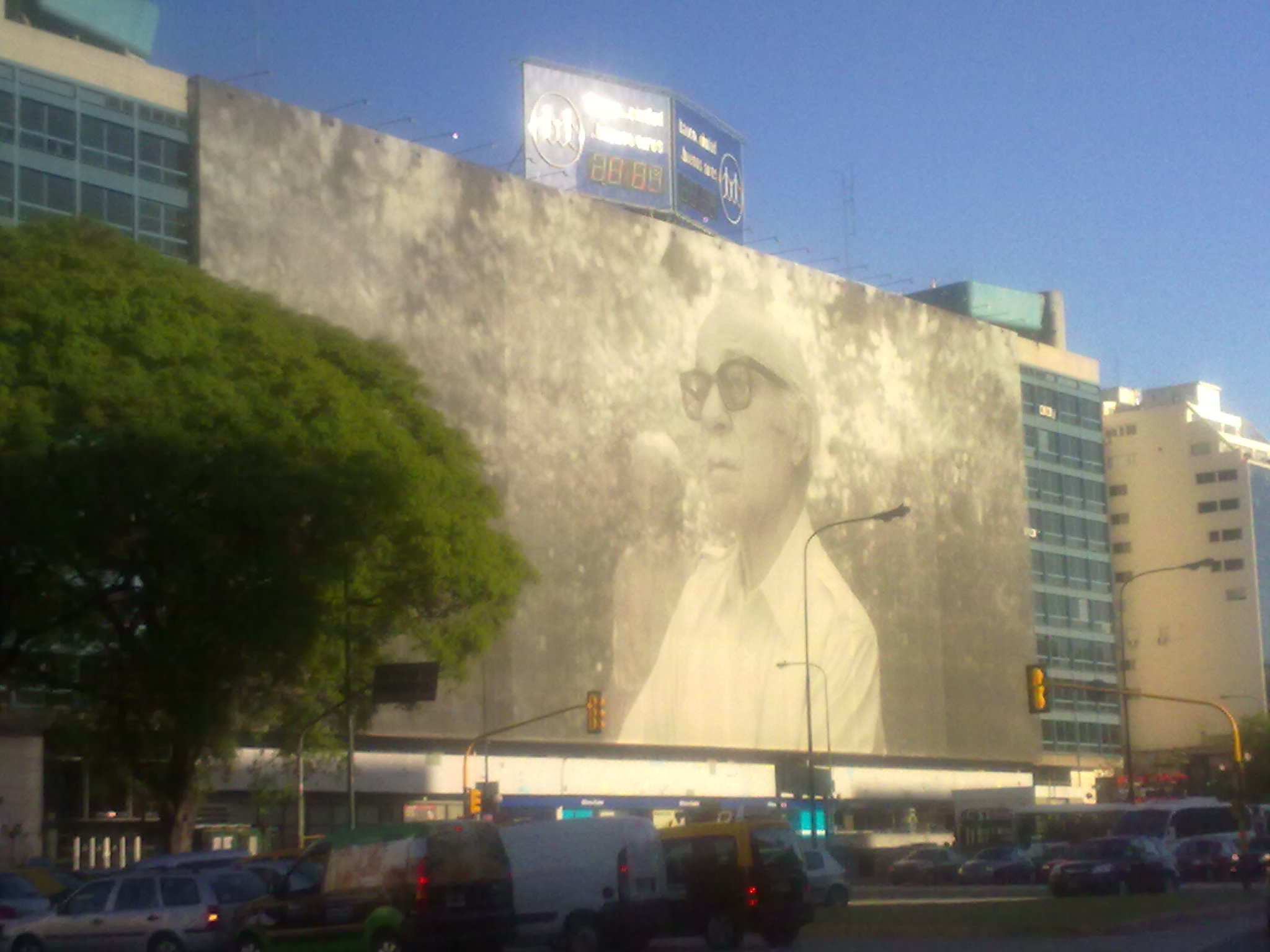
Gigantografia

Les anomenades gigantografies són pòsters o cartells impresos en gran format, bàsicament són grans peces impreses en materials diferents. Generalment més grans que l'estàndard en format pòster de 100x70m.
Durant els anys 50 i 60 va estar molt de moda empaperar una paret amb una foto gegant (d'un bosc, ciutat, platja, etc). Aquestes fotografies, però, no eren de molt bona qualitat, perquè la tecnologia no permetia l'alta definició que avui dia es pot obtenir.
Les gigantografies es poden fer en impressió per injecció de tinta, làser o en revelat químic, sent aquest últim el mètode que brinda el resultat amb millor qualitat, resolució i definició, pesi a la limitació de grandària.
Actualment, la tecnologia per injecció de tinta és la més popular.

## Qualitat de la impressió
A l'ésser d'un format de mesures molt grans o fins i tot de vegades colossals, es necessari la imatge sigui de gran qualitat perquè pugui veure's de manera nítida, sense que estigui borrosa o pixelada. Aquests tipus d'impressions s'ofereixen en alta qualitat d'impressió de diferents resolucions, 320dpi, 720dpi i fins a 1440 dpi, a major quantitat de DPI és major la resolució per polzada impresa.

## Materials d'impressió
Els materials de suport d'aquest tipus d'impressions poden ser molt variats i s'adapten al lloc on es col·locarà la gigantografia, ja que no és el mateix realitzar un imprès per a l'aparador d'una botiga, que per a la lona d'un camió o per a la façana d'una empresa. Poden ser materials com lones, vinils, teles canvas, papers, etc.

### Permetent el pas de la llum
Els vinils que permeten el pas de la llum són els anomenats Microperforats, que s'utilitzen per cobrir amb gigantografies façanes d'edificis, grans vidres o també els vidres dels vehicles. Això és molt útil perquè compleix amb dos avantatges, d'una banda fa publicitat i per l'altre redueix els rajos solars i el pas de llum. Aquest producte es pot trobar tant en vinil autoadhesiu anomenat microperforat o sinó One Vision. També es troba en Lones Vinilicas, anomenades comunament: lones Mesh, que tenen petits forats que permeten el pas de la llum i del vent, són ideals per cobrir façanes d'edificis, bastides, etc.

### Grandària màxima d'una gigantografia
L'ample dels rotllos per imprimir gigantografies és de 5 metres, per la qual cosa es pot imprimir en aquest ample i després es van soldant (unint) les parts amb soldadures que caminen automàticament donant una calor de 400 a 600 graus celsius. Aquesta unió vària entre 1,5 i 4 cm, per la qual cosa la fa molt resistent i d'aquesta forma és com s'aconsegueixen gigantografias per a cartells de ruta en via pública de totes les mides i grandàries.

### Durabilitat d'una gigantografia
El temps de durada depèn de molts factors, en primer lloc és important que la gigantografia si és en lona, sigui un tramat fort, un 500x500 fils, tan bon punt sigui de 13 unces per metre quadrat. Aquests dos factors són importants a l'hora de fer front als vents externs, rajos UV, etc. També és molt important la col·locació, si no ho fan de la manera adequada per més que sigui gruixuda i es va utilitzar tintes amb protecció UV (ultra violeta) el treball va a durar molt poc temps. De mitjana el temps que duren amb el color ben cridaner i nítid és d'uns 2 anys cada gigantografia exposada en via pública.

### Noms dels Materials
Les gigantografies es poden imprimir en els següents materials: Lones Vinilicas Front, Lones Vinilicas Backlight, Lona Mesh, Vinil Black-Out, Lona Backlight, Lones Mat, després tenim els vinils Comuns, Vinils Vehiculessis, Vinils Cristall o transparents, Vinil Microperforado, Vinil Reflectivo, etc. Pel que fa al paper hi ha: el Paper Mat, Paper Brillant i Paper Fotogràfic, després també es pot imprimir en Teles, Canvas, Perlado i Perlado adhesiu, Flag tipus bandera i molts altres productes.

## Empreses que imprimeixen gigantografies
Són moltes les empreses que imprimeixen gigantografies, així que sempre és recomanable buscar les que estiguin treballant des de fa anys i també les que disposin de diversos plotters i amplàries, perquè no és el mateix una gigantografia impresa en lones de 1m que uneixi amb lones de 3m d'ample, ja que les unions són molt menots i no es danya la imatge visual.
Com preparar la impressió de Gigantografies Digitals:
- Els originals s'hauran de preparar preferentment en format CMYK i no en RGB per evitar diferències de color entre el que es veu en el monitor i el que realment s'imprimeix.

- Els originals hauran d'estar a grandària final d'impressió o en defecte d'això en escala proporcional la qual haurà d'estar clarament senyalitzada.

- És imprescindible comptar amb un print testimoni del material a imprimir (preferentment en paper o bé un arxiu en format jpg)

- Convertir els arxius de Corel a corbes o en el cas de ser necessari incloure les tipografies utilitzades en el document.

- Els arxius de tipus pixelar hauran de tenir 120 DPI a grandària final d'impressió per aconseguir la millor resolució de la impressora.

## Gigantografies publicitàries
Aquest tipus d'impressió sol ser molt utilitzada per a les campanyes publicitàries realitzades en les vies públiques, doncs permeten ser vistes ràpidament, a una certa distància i fins i tot cridar l'atenció dels usuaris de la via 24 hores al dia (usuaris que normalment estan en moviment, per punt, han de ser cartells que a simple vista es puguin comprendre). És un tipus d'impressió ideal per a cartells de ruta, cartells comercials, front d'empreses o tendes i també s'usa per a Bàners i Penjolls de publicitat. Poden usar-se a l'interior dels negocis, doncs en tot comerç o empresa són molt útils les gigantografies per poder brindar la informació dels seus productes per mitjà de gràfica i fotos impactants.
També poden ser de caràcter propangandístic, és a dir, utilitzar-se per transmetre un missatge de caràcter no comercial, expressant una ideologia i influir a tot aquell que llegeixi o vegi el missatge que hi ha imprès.